# Gesellschaft für Medienpädagogik und Kommunikationskultur
Die Gesellschaft für Medienpädagogik und Kommunikationskultur e. V. (GMK) ist ein bundesweiter Zusammenschluss von Fachleuten aus den Bereichen Bildung, Kultur und Medien. Der deutsche Fach- und Dachverband für Medienpädagogik wurde 1984 gegründet.

## Profil
Die GMK will die Medienpädagogik und Kommunikationskultur in der Bundesrepublik fördern und verantwortlich mitgestalten. Massenmedien sollen kulturell-kommunikativen Bedürfnissen und Interessen aller Bürger dienen und als Ausdrucks-, Erfahrungs- und Gestaltungsmittel genutzt werden. Die GMK bietet regelmäßig Fachtagungen, bundesweite, landesweite und regionale Expertennetzwerke an und bringt zahlreiche Buchpublikationen heraus.
Mit dem Dieter Baacke Preis zeichnet die GMK gemeinsam mit dem Bundesministerium für Familie, Senioren, Frauen und Jugend bundesweit beispielhafte, vornehmlich außerschulische medienpädagogische Projekte mit Kindern, Jugendlichen und Familien aus. Dieter Baacke, ein deutscher Medienpädagoge, war von 1984 bis 1999 ihr Vorsitzender.
Der Vorstand der GMK wird aller zwei Jahre neu gewählt, zuletzt im November 2024.

## Ziele
- Medienkompetenz und Medienpädagogik von der vorschulischen Erziehung bis ins Alter fördern.
- Mediale Beteiligung, Kreativität und Kritikfähigkeit fördern.
- Forschung und Praxis zusammenbringen.
- Medienbildung als Querschnittsaufgabe.
- Medien und Kultur.
- Herausragende Projekte bekannt machen.
- Pädagogische Fachkräfte unterstützen und anregen.
- Junge Wissenschaft fördern.
- Politik beraten.
- Mediale Globalisierung.

## Fachgruppen
Fachgruppen existieren unter anderem zu den Bereichen außerschulische Medienpädagogik, Bürgermedien, Erwachsenen- und Weiterbildung, Film, Games, Global Media Literacy, Hörmedien, inklusive Medienbildung, Jugendmedienschutz, KiTa, Medien und Geschlechterverhältnisse, Medienpädagogik in Bibliotheken, Multimedia, Netzpolitik, qualitative Forschung und Schule.

## Ehrenmitgliedschaften
- 2009 Gerhard Tulodziecki für sein nachhaltiges Engagement in der GMK im Bereich der Mediendidaktik und der schulischen Medienbildung und für seine herausragenden wissenschaftlichen Leistungen.[1]
- 2010 Wolfgang Wunden „der wie wenige im medienpädagogischen Bereich sowohl in gesellschaftlicher, politischer als auch wissenschaftlicher Hinsicht bundesweit Anerkennung gefunden hat und als GMK-Gründungsmitglied die Diskussionen mitgeprägt hat“[2]
- 2011 Wolfgang Schill.[2]
- 2012 Renate Luca „für ihr besonderes Engagement im Themenbereich Gender und Medienpädagogik/Medien und Geschlechterverhältnisse“.[2]
- 2013 Dieter Spanhel „für sein besonderes Engagement im Kontext Medienpädagogik, Medienbildung und Medienerziehung“.[2]
- 2014 Ingrid Paus-Hasebrink „für ihr besonderes Engagement in der medienpädagogischen Forschung, Mediensozialisationsforschung und der Forschung zu den Lebenswelten von Kindern und Jugendliche“.[2]
- 2015 Günter Thiele „weil er sich ganz besonders für die Kooperation von Schule und außerschulischer Bildungsarbeit, für die produktive Medienarbeit, für die Entwicklung der Landesgruppe Berlin/Brandenburg und für die Fachgruppe Schule engagiert hat.“[2]
- Dieter Wiedemann, „für sein außergewöhnliches Engagement für die GMK und seine Beiträge zum Diskurs der Medienwissenschaften, Medienpädagogik, Jugendforschung und Pädagogik“.[2]
- 2017 Horst Niesyto „für sein außergewöhnliches Engagement in der Medienpädagogik und sein couragiertes Eintreten für professionspolitische Fragen“.[2]
- 2018  Franz Josef Röll „für seinen Einsatz als inspirierender Navigator, der sich um die Chancen digitaler Medien in der Sozial- und Medienpädagogik verdient gemacht hat, sowie für sein Wirken in der medienpädagogischen Wissenschaft und Praxis“.[2]
- 2019 Brigitte Hipfl „für die vielfältigen Denkanstöße und auch Ermunterungen, sich mit aktuellen gesellschaftlichen Entwicklungen und damit einhergehenden medienkulturellen Veränderungen und Phänomenen kritisch und politisch auseinanderzusetzen.“[2]
- 2020 Ida Pöttinger „für ihr herausragendes, vielfältiges und anhaltendes Engagement in der GMK“.[2]
- 2021 Bernward Hoffmann „ür sein herausragendes, vielfältiges Engagement in der GMK“.[2]
- 2022: Gerda Sieben „für ihre innovative Medienbildung und ihr herausragendes medienpädagogisches Engagement“„“.[1]
- 2023 Hans-Jürgen Palme „für sein herausragendes, innovatives und nachhaltiges Engagement innerhalb der Medienpädagogik und innerhalb der GMK“.[2]
- 2024 Ben Bachmair „für sein herausragendes Engagement in der Medienpädagogik und in der GMK“.[2]

## Publikationen (Auswahl)
- (2024): Un|Sichtbarkeiten? Medienpädagogik, Intersektionalität und Teilhabe
- (2023): Mit Medienbildung die Welt retten?! – Medienpädagogik in einer Kultur der Digitalität
- (2022): Lasst uns spielen – Medienpädagogik und Spielkulturen
- (2021): Medienkultur und Öffentlichkeit – Meinungs- und Medienbildung zwischen Engagement, Einfluss und Protest
- (2020): Zwischen Utopie und Dystopie – Medienpädagogische Perspektiven für die digitale Gesellschaft
- (2019): Medienbildung für alle – Digitalisierung. Teilhabe. Vielfalt.
- (2011–2024): Dieter Baacke Preis-Handbuch 5, 6, 7, 8, 9, 10, 11, 12, 13, 14, 15, 16, 17, 18, 19
- Berühmt im Netz?  – Neue Wege in der Jugendhilfe mit Web 2.0
- Körper, Kult, Medien – Inszenierungen im Alltag und in der Medienbildung
- Medienbildung in der Migrationsgesellschaft
- Schöne neue Medienwelten? – Konzepte und Visionen für eine Medienpädagogik der Zukunft
- Medienbildung im Doppelpack  – Wie Schule und Jugendhilfe einander ergänzen können